# Kenny Lisabeth
Kenny Lisabeth (Deinze, 22 juni 1981) is een voormalig Belgisch wielrenner. Hij was prof tussen 2005 en 2010.

## Belangrijkste overwinningen
2001
- 6e etappe Ronde van Namen (U23)

2003
- Gent-Ieper
- 6e etappe Ronde van Namen (U23)

2004
- 5e etappe Ronde van Vlaams-Brabant (U23)

2008
- 1e etappe Vuelta Ciclista Internacional a Extremadura (Ploegentijdrit)